# KkStB 155 sorozat
A kkStB 155 sorozat egy tehervonati szerkocsisgőzmozdony-sorozat volt a Császári és Királyi Osztrák Államvasutaknál (k.k. österreichischen Staatsbahnen, kkStB), amely mozdonyok eredetileg az Österreichische Nordwestbahn (ÖNWB)–tól származtak.
1891 és 1896 között szállította a StEG mozdonygyára a sorozatba tartozó 18 db mozdonyt az elavult SNDVB IVa sorozatú mozdonyok felváltására. Az ÖNWB a XIII sorozat 201-218 pályaszámait adta nekik. A hajtórúd és a tengelytávolság a XI, a kazán a XIb sorozat mozdonyaiéval egyezett meg, kivéve hogy csak 11 at nyomású volt.
Az 1909-es államosítás után a kkStB átszámozta a mozdonyokat a 155 sorozat 01-18 pályaszámaira.
Az első világháború után a sorozat még üzemelő mozdonyaiból 5 db a Lengyel Államvasutakhoz (PKP) került, ahol selejtezték anélkül, hogy besorolást kaptak volna. Az Olasz Államvasutakhoz egy a FS 224.001 pályaszámmal, a Jugoszláv Államvasutakhoz 5 db, de csak három kapott besorolást a JDŽ 127 sorozatba, a Csehszlovák Államvasutakhoz pedig 7 db mozdony került a ČSD 314.1 sorozatba. A ČSD a sorozat utolsó mozdonyát 1950-ben selejtezte.

## Fordítás
- Ez a szócikk részben vagy egészben  a   kkStB 155 című német Wikipédia-szócikk fordításán alapul.  Az eredeti cikk szerkesztőit annak laptörténete sorolja fel. Ez a jelzés csupán a megfogalmazás eredetét és a szerzői jogokat jelzi, nem szolgál a cikkben szereplő információk forrásmegjelöléseként. Az eredeti szócikk forrásai szintén ott találhatóak.